# リガ大聖堂

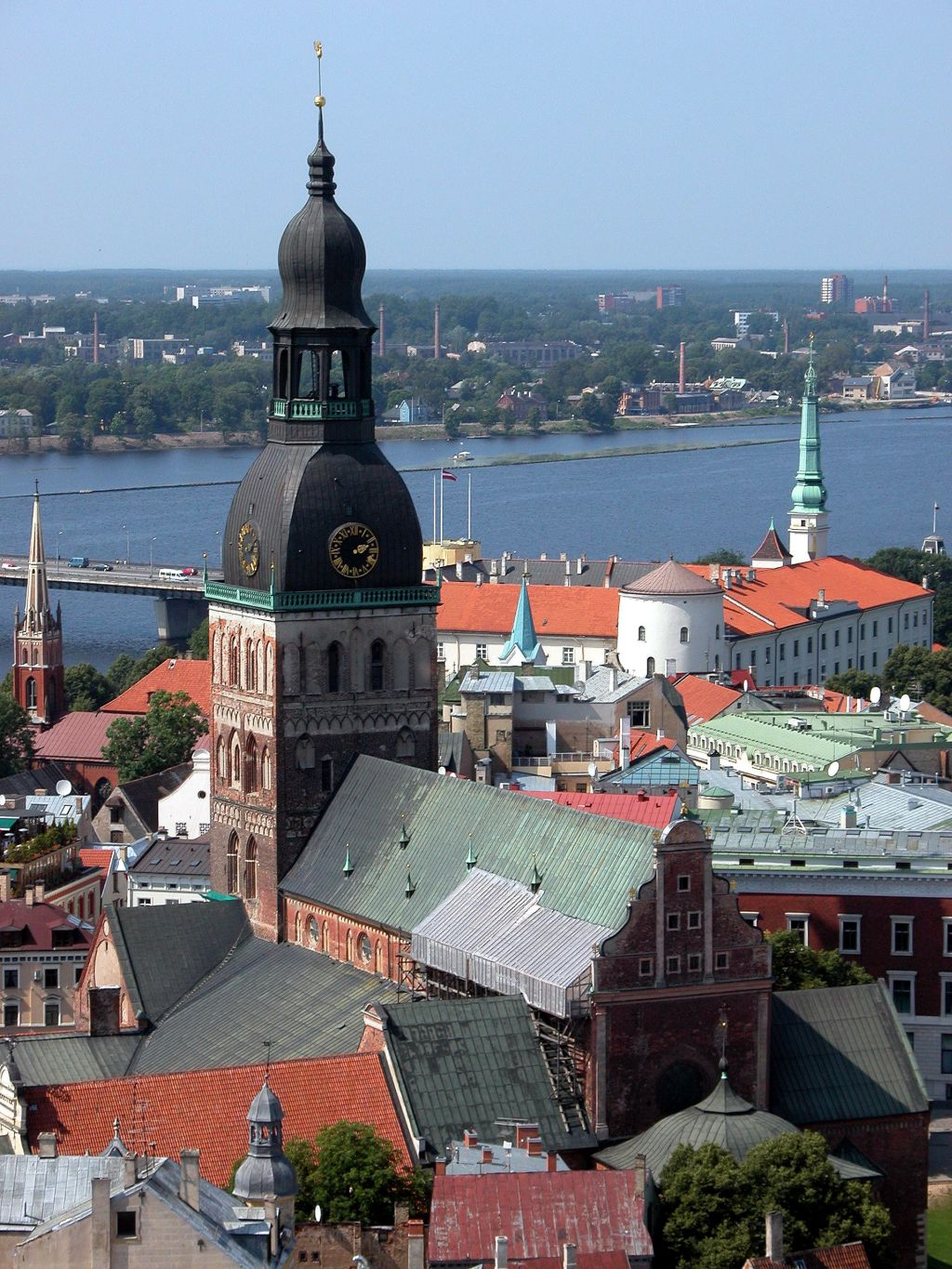
リーガ城とダウガヴァ川を背にするリガ大聖堂

リガ大聖堂(ラトビア語: Rīgas Doms)とはラトビアの首都リガの旧市街にあるルーテル教会の大聖堂である。世界遺産として登録されている「リガ歴史地区」の一部である。1211年、アルベルト司教によってダウガヴァ川の近くに建てられた。その後、増改築が何度も行われ、ロマネスク建築、バロック建築などの建築様式が混在するようになった。現在の建築物は18世紀後半のものである。バルト三国における中世の大聖堂の中で最大規模とされている
。大聖堂にあるパイプオルガンは1882年から1883年にかけて製作され、1884年1月31日に設置された。